# جائزة تونس العالمية للدراسات الإسلامية
جائزة تونس العالمية للدراسات الإسلامية هي جائزة منحها الرئيس التونسي زين العابدين بن علي منذ عام 2003 لمكافأة العلماء والكتاب على مستوى العالم الذين قدموا مساهمات كبيرة للدراسات الإسلامية سنويا. عادة ما تُمنح الجائزة في قصر قرطاج ويتم دعوة المتلقي للقاء الرئيس في حفل توزيع الجوائز.

## شروط الترشح
1. أن يكون البحث مكتوبا باللغة العربية أو الفرنسية أو الإنجليزية.
2. أن يتم نشره خلال السنتين السابقتين لسنة منح الجائزة.
3. أن لا يقل عن 250 صفحة (50.000 كلمة) من الحجم المتوسط.
4. لا يقبل أي عمل يكون رسالة جامعية أو تحقيقا لمخطوط أو حاصلا على جائزة أخرى.
5. لا يقبل أي عمل يكون مشاركا في نيل جائزة عالمية أخرى بعنوان نفس سنة الإعلان عن فتح باب الترشحات لنيل جائزة تونس العالمية للدراسات الإسلامية، مع الإدلاء على ذلك بتصريح على الشرف ممضى من المترشّح أو الهيئة المترشّحة.
6. لا يترشّح للجائزة من سبق له أن فاز بها إلا بعد مرور خمس سنوات على نيلها.
7. في حال الترشّح بصفة مشتركة لنيل الجائزة فإنه يجب على المترشحين إرفاق مطلب الترشّح باتفاقية ممضاة بينهم تضبط النسبة المخصصة لكل طرف في صورة الفوز بالجائزة.
8. يقدّم البحث في (13) نسخة.
9. يرفق طلب المشاركة بسيرة ذاتية للمترشّح مع ملخّص للكتاب المرشّح لا يتجاوز الخمس صفحات باللغة العربية.
10. تتألف الجائزة من شهادة تقدير ودرع يحمل شعار الجائزة و مكافأة مالية قدرها ثلاثون ألف (30.000) دينار تونسي.

في حالة التساوي بين دراستين علميتين أو أكثر فإن المكافأة المالية تسند مناصفة بين الفائزين وشهادة تقديرية ودرع يحمل شعار الجائزة لكلّ منهم.

## الأهداف
- تكريم الشخصيات العلمية وكذلك الهيئات الثقافية أو العلمية أو الأكاديمية ذات التأثير في الحركة الثقافية الإسلامية المعاصرة.
- المساهمة في نشر قيم الاعتدال الدّيني، ومعالجة ظواهر الغلوّ والتشدّد.
- المساهمة في إشاعة قيم التّسامح والتعايش والحوار بين الحضارات والأديان و الشعوب.
- إبراز قدرة الفكر الإسلامي على مواجهة التحدّيات الفكريّة والإجابة عن كل القضايا المستحدثة.
- التشجيع على البحث العلمي في مجالات الدّراسات الإسلاميّة، باعتماد مناهج الوسطيّة الإسلاميّة والتجديد.

## المستلمون
| النسخة                                                   | التاريخ        | الحائز                 | ملاحظات                                                                                                  |
| -------------------------------------------------------- | -------------- | ---------------------- | --- |
| الأولى                                                   | 21 نوفمبر 2003 | محمود حمدي زقزوق       | وزير الأوقاف المصري.                                                                                     |
| الثانية                                                  | 9 نوفمبر 2004  | محمد الحبيب بلخوجة     | مفتي الجمهورية التونسية.                                                                                 |
| الثالثة                                                  | 31 أكتوبر 2005 | عبد الواحد بالافيتشيني | مؤسس الطائفة الدينية الإسلامية الإيطالية (COREIS) وإمام مسجد ميلانو.                                     |
| الرابعة                                                  | 19 أكتوبر 2006 | محمد حسين فنطر         | مؤرخ تونسي.                                                                                              |
| الخامسة                                                  | 8 أكتوبر 2007  | رقية طه جابر العلواني  | أستاذة قسم اللغة العربية والدراسات الإسلامية بجامعة البحرين.                                             |
| السادسة                                                  | 2 سبتمبر 2008  | رونق حسن حسني          | أستاذ في جامعة هيريوت وات وجامعة درم.                                                                    |
| السادسة                                                  | 2 سبتمبر 2008  | دانيال نيومان          | أستاذ في اللغات الحديثة والثقافات المدرسة في جامعة درم.                                                  |
| السابعة                                                  | 16 سبتمبر 2009 | حزقيال خوسيه تامايو    | عالم عقيدة إسباني، عن كتابه «الإسلام: الثقافة والدين والسياسة».                                          |
| الثامنة                                                  | 6 سبتمبر 2010  | إلياس بلكا             | باحث مغربي، عن كتابه «مشكلات افتراق الأمة إلى سنة وشيعة.. الأصول والحلول».                               |
| إثر الثورة التونسية في 2011، لم تقدم الجائزة لحدود 2017. |                |                        | |
| التاسعة                                                  | ؟              | ؟                      | ؟ |
| العاشرة                                                  | 11 يونيو 2018  | عبد الباسط الغابري     | باحث بمركز الدراسات الإسلامية بالقيروان، عن كتابه «مسألة تغيير الوعي في الفكر الإسلامي المعاصر والراهن». |
| العاشرة                                                  | 11 يونيو 2018  | عبد اللطيف الهميم      | رئيس ديوان الوقف السني في العراق، عن كتابه «الأمة بين التفكير والتكفير (تجريم التكفير)».                 |

## روابط خارجية
- الموقع القديم لجائزة تونس العالمية للدراسات الإسلامية.
- أمر عدد 861 لسنة 1992 مؤرخ في 11 ماي 1992 يتعلق باحداث جائزة رئيس الجمهورية للدراسات الاسلامية، بوابة-التشريع.تونس.
- أمر عدد 3022 لسنة 2002 مؤرخ في 3 ديسمبر 2002 يتعلق بإحداث جائزة رئيس الجمهورية العالمية للدراسات الإسلامية، بوابة-التشريع.تونس.
- أمر عدد 4326 لسنة 2013 مؤرخ في 8 أكتوبر 2013 يتعلق بإحداث جائزة تونس العالمية للدراسات الإسلامية، بوابة-التشريع.تونس.
- أمر حكومي عدد 912 لسنة 2016 مؤرخ في 22 جويلية 2016 يتعلق بتنقيح الأمر عدد 4326 لسنة 2013 مؤرخ في 8 أكتوبر 2013 المتعلق بإحداث جائزة تونس العالمية للدراسات الإسلامية، بوابة-التشريع.تونس.